# James Wemyss Mackenzie, 5. Baronet
James Wemyss Mackenzie of Scatwell, 5. Baronet (* 19. August 1770; † 8. März 1843) war ein schottischer Adliger und Politiker.

## Leben
James Wemyss Mackenzie wurde am 19. August 1770 als zweiter Sohn und viertes und letztes Kind von Roderick Mackenzie, 4. Baronet und Catherine Colquhoun geboren. Sein als herrisch und knauserig beschriebener Vater versuchte über viele Jahre die Karriere des zaudernden James voranzutreiben und griff ihm, teils widerwillig, mehrfach finanziell unter die Arme. Roderick Mackenzie fokussierte seine Anstrengungen jedoch, auch finanziell, auf seinen erstgeborenen Sohn Lewis, dem er den Eintritt in die Armee ermöglichte und seinen verschwenderischen Lebensstil mittrug. So werden die ersten vierzig Lebensjahre James Mackenzies als beinahe durchgängig „bemitleidenswert/erbärmlich“ zusammengefasst.
Kurz vor seinem 14. Geburtstag wurde James zum Schulbesuch nach Perth gesandt, da er als zu weit entwickelt für eine öffentliche Schule, jedoch zu ungebildet für einen Universitätsbesuch erachtet wurde. Sein Traum einer militärischen Karriere gleich seinem Bruder zerschlug sich alsbald und er wurde zur Ausbildung gesandt, um die Fähigkeiten für einen administrativen Posten in der Ostindien-Kompanie zu erwerben. Diese Möglichkeit zerschlug sich ebenso wie ein Versuch der Marine beizutreten. Nachdem auch der Versuch James Mackenzie in der Administration eines Textilherstellers in Wiltshire unterzubringen gescheitert war, wurde er aus Resignation um 1788 ins koloniale Jamaika geschickt. Dort arbeitete er in leitender Funktion auf einer Zuckerplantage in Trelawny. 1794 erhielt er kostenlos ein Landstück und erwarb zu Lasten seines Vaters elf Sklaven zum Preis von 700 £, was dieser widerstrebend beglich. 1806, nach 18 Jahren, kehrte Mackenzie kurz nach Schottland zurück. Wesentlicher Grund seines Besuchs scheint der Versuch der Wiederbelebung des Kontakts mit der zwischenzeitlich verwitweten Henrietta Wharton Mackenzie gewesen zu sein, seiner Jugendliebe, deren Eltern das dem Gut seiner Eltern benachbarte Gut Suddie besaßen. Während Henriettas Vater der Heirat nicht abgeneigt war, schloss Roderick Mackenzie, der 1798 das Herrenhaus Rosehaugh House hatte errichten lassen, sie aus finanziellen Gründen kategorisch aus.
Bisher hatte sein Vater James Mackenzie bereits mit rund 1800 £ unterstützt, was er als vorzeitiges Auszahlen des Erbes erachtete und ihn deshalb als Erben ausschloss. Henriettas Bruder John Randoll Mackenzie hatte 1806 das Unterhausmandat des Wahlkreises Tain Burghs errungen und blickte auf eine militärische Karriere zurück. Im naiven Glauben dieser könnte ihm leicht einen einträglichen Posten beschaffen, welcher seinen Wohlstand zukünftig sichern sollte, bat er ihn um eine Position bei der kolonialen Zollbehörde auf Jamaika, von welcher er sich ein Jahreseinkommen von 2000 £ versprach, oder eine gleichwertigen Position in Großbritannien. John Mackenzie sah sich zunächst unfähig ihm eine solche Position zu verschaffen, installierte ihn jedoch im Frühjahr 1808 als Zahlmeister des zu dieser Zeit auf Jamaika stationierten 55. Regiments. Dass der Käufer seiner Sklaven zwischenzeitlich zahlungsunfähig geworden war und somit seine Schulden bei Mackenzie nicht begleichen konnte, verschärfte seine finanzielle Situation. John Randoll Mackenzie verstarb 1809 in der Schlacht bei Talavera, was seine Schwester zur Alleinerbin von Suddie machte und Mackenzies finanzielle Sorgen milderte. 1810 heirateten James und Henrietta Mackenzie in Edinburgh. Der Versuch eine besser bezahlte Position zum Abzahlen der auf Suddie lastenden Schulden zu erlangen, zerschlug sich. Nachdem sein Vater die Leihe von 2500 £ ablehnte und Henriettas Rente geringer ausgefallen war als erwartet, hatten sich die finanziellen Nöte erneut verschärft. Nachdem sein Bruder jedoch ohne Nachkommen im selben Jahr verstorben war und sein Vater 1811 verstorben war, erbte Mackenzie schließlich Rosehaugh und vereinigte es mit dem Nachbargut Suddie.
Am 8. März 1843 verstarb James Mackenzie im Alter von 72 Jahren. Erbe war sein einziges Kind James John Randoll Mackenzie, der als 6. Baronet installiert wurde. 19 Jahre später sollte dieser hochverschuldet das Familienanwesen verkaufen und nach Frankreich auswandern.

## Politische Aktivität
Mit dem Tod von Thomas Mackenzie of Applecross im Oktober 1822 wurde das Unterhausmandat des Wahlkreises Ross-shire vakant. Mackenzie trat zur Wahl im Dezember 1822 an und gewann das Mandat ohne Gegenkandidat. Zwei Monate später wurde er mit dem einflussreichen Abgeordneten Robert Peel bekannt gemacht, der später als Gründer der Conservative Party gelten soll. Peel erkannte einen strategischen Nutzen in Mackenzie und unterstützte ihn. Aufgrund schwindender Gesundheit fehlte Mackenzie doch bei verschiedenen Abstimmungen, zu denen er sich nicht im Stande sah nach London zu reisen. Zu den Unterhauswahlen 1831 trat Mackenzie aus gesundheitlichen Gründen nicht mehr an. Das Mandat ging an den moderaten Reformer James Alexander Stewart Mackenzie, dessen Gegenkandidaten Mackenzie unterstützt hatte. Sein Sohn James John Randoll Mackenzie bewarb sich 1837 um das Unterhausmandat von Inverness Burghs, unterlag jedoch. Über einen nicht näher definierten Zeitraum war James Mackenzie als Lord Lieutenant von Ross-shire installiert.